# تاكيو
تاكيو هي مدينة، في كمبوديا، تقع في Doun Kaev municipality ‏، هي عاصمة محافظة تاكو، بلغ عدد سكانها 52,000 نسمة.

## أعلام
- كاهيم بوري